# Liste der Hochhäuser in North Carolina
In der Liste der Hochhäuser in North Carolina werden die Hochhäuser im US-Bundesstaat North Carolina ab einer strukturellen Höhe von 75 Metern aufgezählt. Das bedeutet die Höhe bis zum höchsten Punkt des Gebäudes ohne Antenne. Aufgezählt werden nur fertiggestellte und im Bau befindliche Gebäude.

## Auflistung der Hochhäuser nach Höhe
| Nr. | Name                                      | Stadt         | Höhe    | Etagen | Baujahr        | Status   |
| --- | ----------------------------------------- | ------------- | ------- | ------ | -------------- | -------- |
| 1.  | Bank of America Corporate Center          | Charlotte     | 265,5 m | 60     | 1992           | Erbaut   |
| 2.  | Duke Energy Center                        | Charlotte     | 239,7 m | 48     | 2009           | Erbaut   |
| 3.  | Truist Center                             | Charlotte     | 200,8 m | 47     | 2002           | Erbaut   |
| 4.  | 210 Trade                                 | Charlotte     | 183,3 m | 53     | 2014 (geplant) | im Bau   |
| 5.  | The Vue                                   | Charlotte     | 180 m   | 50     | 2010           | Erbaut   |
| 6.  | One Wells Fargo Center                    | Charlotte     | 179,2 m | 42     | 1988           | Erbaut   |
| 7.  | Wachovia Condominium Tower                | Charlotte     | 169,7 m | 42     |                | Baustopp |
| 8.  | RBC Plaza                                 | Raleigh       | 164 m   | 32     | 2008           | Erbaut   |
| 9.  | Bank of America Plaza                     | Charlotte     | 153,3 m | 40     | 1974           | Erbaut   |
| 10. | 1 Bank of America Center                  | Charlotte     | 147,5 m | 32     | 2010           | Erbaut   |
| 11. | Soleil Center                             | Raleigh       | 146,4 m | 43     |                | Baustopp |
| 12. | 121 West Trade                            | Charlotte     | 140,8 m | 32     | 1990           | Erbaut   |
| 13. | 100 North Main Street                     | Winston-Salem | 140,2 m | 34     | 1995           | Erbaut   |
| 14. | Three Wells Fargo Center                  | Charlotte     | 137,2 m | 32     | 2000           | Erbaut   |
| 15. | Fifth Third Center                        | Charlotte     | 136,3 m | 30     | 1997           | Erbaut   |
| 16. | Two Wells Fargo Center                    | Charlotte     | 132 m   | 32     | 1971           | Erbaut   |
| 17. | Two Hanover Square                        | Raleigh       | 131,4 m | 29     | 1991           | Erbaut   |
| 18. | Avenue                                    | Charlotte     | 129,5 m | 36     | 2007           | Erbaut   |
| 19. | 400 South Tryon                           | Charlotte     | 128 m   | 32     | 1974           | Erbaut   |
| 20. | Winston Tower                             | Winston-Salem | 125 m   | 29     | 1966           | Erbaut   |
| 21. | Wachovia Capitol Center                   | Raleigh       | 121,9 m | 30     | 1991           | Erbaut   |
| 22. | Carillon Tower                            | Charlotte     | 120,1 m | 24     | 1991           | Erbaut   |
| 23. | Charlotte Plaza                           | Charlotte     | 118,3 m | 27     | 1982           | Erbaut   |
| 24. | Lincoln Financial Building                | Greensboro    | 114 m   | 20     | 1990           | Erbaut   |
| 25. | Catalyst                                  | Charlotte     | 113,4 m | 27     | 2009           | Erbaut   |
| 26. | University Tower                          | Durham        | 108,5 m | 17     | 1986           | Erbaut   |
| 27. | 525 North Tryon                           | Charlotte     | 100,6 m | 19     | 1999           | Erbaut   |
| =   | GMAC Tower                                | Winston-Salem | 100,6 m | 21     | 1980           | Erbaut   |
| 29. | TradeMark                                 | Charlotte     | 99,1 m  | 28     | 2007           | Erbaut   |
| 30. | First Citizens Plaza                      | Charlotte     | 97,5 m  | 23     | 1985           | Erbaut   |
| 31. | Reynolds Building                         | Winston-Salem | 95,7 m  | 21     | 1929           | Erbaut   |
| 32. | The Arlington                             | Charlotte     | 94,5 m  | 22     | 2002           | Erbaut   |
| =   | SKYE Condominiums                         | Charlotte     | 94,5 m  | 22     |                | im Bau   |
| 34. | 101 Independence Center                   | Charlotte     | 91,8 m  | 20     | 1983           | Erbaut   |
| 35. | Renaissance Plaza                         | Greensboro    | 91,6 m  | 19     | 1989           | Erbaut   |
| 36. | BB&T Center                               | Charlotte     | 91,4 m  | 22     | 1975           | Erbaut   |
| 37. | 200 South Tryon                           | Charlotte     | 91,1 m  | 18     | 1961           | Erbaut   |
| 38. | BB&T Financial Center                     | Winston-Salem | 89,9 m  | 21     | 1987           | Erbaut   |
| 39. | The Westin Charlotte                      | Charlotte     | 89,3 m  | 25     | 2003           | Erbaut   |
| =   | NASCAR Plaza                              | Charlotte     | 89,3 m  | 20     | 2009           | Erbaut   |
| 41. | Sheraton Greensboro Hotel at Four Seasons | Greensboro    | 89,1 m  | 28     | 1991           | Erbaut   |
| 42. | Durham Centre                             | Durham        | 87,5 m  | 18     | 1988           | Erbaut   |
| 43. | 112 Tryon Plaza                           | Charlotte     | 85,4 m  | 22     | 1926           | Erbaut   |
| 44. | One Progress Plaza                        | Raleigh       | 84,4 m  | 21     | 1977           | Erbaut   |
| 45. | 300 North Greene Street                   | Greensboro    | 82,9 m  | 21     | 1989           | Erbaut   |
| 46. | BellSouth Central Office                  | Greensboro    | 81,4 m  | 6      | 1929           | Erbaut   |
| 47. | Wake County Public Safety Center          | Raleigh       | 79,9 m  | 17     | 1991           | Erbaut   |
| 48. | CAPTRUST Tower at North Hills             | Raleigh       | 79,3 m  | 17     | 2009           | Erbaut   |
| 49. | Hilton Charlotte & Towers                 | Charlotte     | 78,5 m  | 22     | 1990           | Erbaut   |
| 50. | Legacy Tower                              | Durham        | 76,8 m  | 14     | 1965           | Erbaut   |
| 51. | Red Hat Tower                             | Raleigh       | 76,4 m  | 19     | 2004           | Erbaut   |
| 52. | Western Youth Institution                 | Morganton     | 75,2 m  | 16     | 1972           | Erbaut   |